# Jazze Pha
Phalon Alexander (Memphis, Tennessee, 25 de abril de 1974), más conocido como Jazze Pha o Jazze Phizzle, es un rapero y productor discográfico estadounidense. Ha producido a artistas del renombre de Nelly, Trick Daddy, T.I. o Lil' Wayne.
Además, él mostró al mundo de la música a la cantante de R&B Ciara produciendo su éxito 1,2 Step.
Colabora con la marca de tabaco para shisha Haze Tobacco, la cual tiene una línea con su nombre.

## Sencillos
| Año  | Canción                                                       | Posiciones en lista | Posiciones en lista | Álbum              |
| Año  | Canción                                                       | US Hot 100          | US R&B/Hip-Hop      | Álbum              |
| ---- | ------------------------------------------------------------- | ------------------- | ------------------- | ------------------ |
| 2001 | "Playboy / we still"                                          | -                   | #62                 | Playboy / we still |
| 2005 | "Happy Hour" (con Cee-Lo)                                     | -                   | #63                 | Happy Hour         |
| 2005 | "Happy Hour (clean mix)" (con Snoop Dogg & Bun B & Tone-Tone) | -                   | -                   |                    |
| 2006 | "Lose Your Cool" (con Cee-Lo & Ciara)                         | TBA                 | TBA                 | Happy Hour         |

## Discografía

### Producciones y apariciones
2Pac - Better Dayz
- CD1 04. Changed Man (Featuring T.I.) - Aparición y Producción
- CD1 10. Fair Exchange - Aparición y Producción
- CD2 05. U Can Call - Aparición y Producción

Aaliyah - I Care 4 U
- 10. Don't Worry - Producción

Angie Stone - Stone Love
- 02. I Wanna Thank Ya (Feat. Snoop Dogg) - Producción

Big Tymers - Hood Rich
- 04. Sunny Day - Producción
- 08. I'm Comin' - Producción

Baby - Baby aka The #1 Stunna
- 03. Fly In Any Weather - Aparición
- 11. On The Rocks - Producción
- 13. Heads Up - Producción
- 18. Do That.... - Producción
- 19. Ice Cold - Producción

Boyz N Da Hood - Boyz N Da Hood
- 04. Felonies - Producción
- 12. Happy Jamz - Aparición y Producción
- 15. Pussy Muthafucka (Featuring Trick Daddy) - Producción

BROCKHAMPTON - The Best Years of Our Lives
- 1999 WILDFIRE - Aparición

Bun B - Trill
- 08. I'm Ballin - Aparición y Producción

Ciara - Goodies
- 02. 1,2 Step - Producción
- 03. Thug Style - Producción
- 04. Hotline - Producción

David Banner - Certified
- 06. Fucking - Aparición y Producción
- 13. Take Your - Aparición

Echo y Diésel - Invasion (Producción de Rap y Reggaeton)
- 04. Caliente - Aparición feat. Daddy Yankee

Field Mob - Light Poles and Pine Trees
- 03. So What (Feat. Ciara) - Producción

Juelz Santana - From Me To U
- 19. Now What (Featuring T.I.) - Producción

Lil' Wayne - 500 Degreez
- 15. Believe That (Featuring Mannie Fresh) - Producción
- 19. Get That Dough (Featuring Baby) - Producción

Lil' Wayne - Tha Carter
- 19. Earthquake - Aparición

Ludacris - Word Of Mouf
- 07. Area Codes (Featuring Nate Dogg) - Producción
- 13. Keep It On The Hush - Aparición y Producción

Nappy Roots - Watermelon Chicken and Gritz
- 06. Awnaw - Aparición

NBA Live 2005 - Soundtrack
- 00. It's In The Game (Murphy Lee Featuring Jazze Pha & Jody Breeze) - Aparición y Producción

Nelly - Suit
- 02. Pretty Toes (Featuring T.I.) - Aparición y Producción

Nelly - Sweat
- 02. Na-Nana-Na - Aparición y Producción

Notorious B.I.G. - Duets: The Final Chapter
- 09. Nasty Girl (Featuring P. Diddy & Nelly) - Producción

Slick Rick - The Art Of Storytelling
- 03. Street Talkin' (Featuring Outkast) - Producción

Slim Thug - Already Platinum
- 08. Everybody Loves A Pimp - Producción
- 14. Incredible Feelin' - Aparición y Producción

T.I. - I'm Serious
- 11. Chooz U - Aparición y Producción

T.I. - Trap Muzik
- 06. Let's Get Away - Aparición y Producción
- 13. Bezzle - Aparición y Producción

T.I. - Urban Legend
- 07. Get Loose (Featuring Nelly) - Producción
- 15. Chillin' With My Bitch - Aparición y Coproducción

Too Short - Married To The Game
- 01. Choosin' (Featuring Jagged Edge) - Aparición y Producción

Trina - Glamorest Life
- 07. It's Your B-Day - Aparición y Producción

Twista - Kamikaze
- 06. Still Feels So Good - Producción
- 08. Badunkadunk - Producción

Young Buck - Buck the world
- 16. I know you want me - Aparición y Producción

Young Jeezy - Let's Get It: Thug Motivation 101
- 12. Bang (Featuring T.I. & Lil' Scrappy) - Producción

YoungBloodZ - Drankin' Patnaz
- 14. Mind On My Money - Aparición y Producción